# Sadnighaus
Das Sadnighaus ist eine Schutzhütte der Kategorie II der Sektion Großkirchheim-Heiligenblut-Mörtschach des Österreichischen Alpenvereins (ÖAV). Sie liegt auf einer Höhe von 1876 m ü. A. in der Goldberggruppe im Astental, einem Seitental des oberen Mölltals, in Kärnten.

## Geschichte
Die alte Sadnighütte (auch Asten-Hütte, 1700 m ü. A.) wurde 1926 von der Sektion Wiener Lehrer des Deutschen und Österreichischen Alpenvereins (DuOeAV) im hinteren Astental errichtet. Die 1926 gepachtete Jagdschutzhütte wurde über das Jahr adaptiert und erweitert und am 1. Juni 1927 eröffnet. 1931 wurde die Hütte erweitert, am 20. Jänner 1951 wurde sie durch eine Lawine zerstört.
Die jetzige Hütte wurde 1957 etwas höher auf 1876 m ü. A. als Ersatz für die alte Hütte erbaut. Die offizielle Eröffnung erfolgte 2 Jahre später am 15. August 1959. Die Sektion verkaufte die Hütte 1994 an den damaligen Hüttenpächter. 2001 wurde das Haus von der Sektion Großkirchheim-Heiligenblut-Mörtschach des Österreichischen Alpenvereins (ÖAV) erworben und 2003 barrierefrei umgestaltet.

## Benachbarte Hütten
Die Nachbarhütten des Sadnighauses sind
- die Almgasthaus Glocknerblick (2050 m) in einer Gehzeit von 1½ Stunden
- das Fraganter Schutzhaus (1810 m) in einer Gehzeit von 3 Stunden über das Schobertörl
- Duisburger Hütte über Ochsentrieb und Saustellscharte: Ca. 7 h[5]

## Touren
- Stellkopf (2851 m) in 3½ Stunden
- Mohar (2604 m) in 2¼ Stunden
- Hilmersberg (2670 m) in 2½ Stunden
- Makernispitze (2644 m) in 3 Stunden
- Großer Sadnig (2745 m) in 3½ Stunden
- Rote Wand (2855 m) in 3¾ Stunden

Durch das Astner Moos führt ein Naturlehrweg.